# Hibert Alberto Ruiz
José Hibert Alberto Ruíz Vázquez (nació el 25 de mayo de 1987 en León, Guanajuato) es un exfutbolista y  entrenador mexicano. Se desempeñaba como Mediocampista de recuperación.

## Trayectoria

### Futbolista
En la Temporada 2006-2007 fue registrado con Club León. Debutó en la Primera División 'A' el 3 de septiembre de 2006, enfrentando a Real Colima en el Estadio Nou Camp, en partido correspondiente a la Jornada 5 del Apertura 2006; León venció 1-0 a los Tuberos, Ruíz jugó 60 minutos. 
Su primera anotación fue al equipo Pumas Morelos en la Jornada 16, el 19 de noviembre de 2006; León ganó 2-1.
Bajo las órdenes de Sergio Bueno ganó el Clausura 2008, pero perdió la posibilidad de acceder al Máximo Circuito al caer en la Final de Ascenso 2007-08 ante Club de Fútbol Indios.
En el Clausura 2011 jugó con Atlante UTN. 
De cara al Apertura 2011 fue fichado por los Gallos Blancos del Querétaro. Debutó en la Primera División de México con el conjunto queretano el 24 de julio de 2011 enfrentando al Club América en el Estadio Azteca; América ganó 2-1. Su primer gol en el Máximo Circuito lo realizó el 1 de octubre, a las Chivas Rayadas del Guadalajara en el Estadio Jalisco, dentro de la Jornada 11 del Apertura 2011; los Gallos Blancos ganaron 0-1.
Jugó para Jaguares de Chiapas en el Clausura 2012. En junio de 2012 reportó con Morelia. Con el conjunto Purépecha, durante siete torneos jugó en 87 ocasiones y marcó 2 goles.
En el Clausura 2016 se unió a Club Universidad Nacional. La Temporada 2016-2017 jugó con Jaguares de Chiapas.
Entre el 2017 y 2020, militó con Leones Negros de la U. de G. (Apertura 2017), Veracruz (Apertura 2018), Club Necaxa (Clausura 2019) y Correcaminos UAT (Apertura 2020).

### Entrenador
Dirigió en 6 jornadas del Clausura 2021 a Correcaminos UAT en la Liga de Expansión MX.

## Clubes

### Futbolista
| Club                         | País   | Año           |
| ---------------------------- | ------ | ------------- |
| Club León                    | México | 2006-2010     |
| Atlante UTN                  | México | Clausura 2011 |
| Querétaro                    | México | Apertura 2011 |
| Jaguares de Chiapas          | México | Clausura 2012 |
| Morelia                      | México | 2012-2015     |
| UNAM                         | México | Clausura 2016 |
| Jaguares de Chiapas          | México | 2016-2017     |
| Leones Negros de la U. de G. | México | Apertura 2017 |
| Veracruz                     | México | Apertura 2018 |
| Club Necaxa                  | México | Clausura 2019 |
| Correcaminos UAT             | México | Apertura 2020 |

### Entrenador
| Club             | País   | Año           |
| ---------------- | ------ | ------------- |
| Correcaminos UAT | México | Clausura 2021 |

## Palmarés

### Futbolista
Campeonatos nacionales
| Categoría            | Título                    | Equipo    | País   |
| -------------------- | ------------------------- | --------- | ------ |
| Primera División 'A' | Clausura 2008             | Club León | México |
| Copa México          | Copa México Apertura 2013 | Morelia   | México |
| Copa México          | SuperCopa MX 2013-14      | Morelia   | México |